# Aphonopelma rubropilosum
Aphonopelma rubropilosum là một loài nhện trong họ Theraphosidae.
Loài này thuộc chi Aphonopelma. Aphonopelma rubropilosum được miêu tả năm 1871 bởi Ausserer.